# تشاه كنان بايين (باقران)
تشاه كنان بايين (بالإنجليزية: Chahkanan-e Pain)‏ هي مستوطنة تقع في إيران في قسم باقران الريفي.